# Денисенко, Альберт Григорьевич
Альберт Григорьевич Денисенко (23 февраля 1930, Краснодар, Северо-Кавказский край — 29 марта 2009, Москва) — советский футболист, вратарь. Мастер спорта СССР (1957). Заслуженный тренер БССР (1985).

## Биография
После окончания Великой Отечественной войны начал заниматься легкой атлетикой. В 17 лет выиграл чемпионат Краснодарского края по прыжкам в высоту с результатом 1,65 м, прыгав при этом впервые в жизни. Вскоре стал заниматься баскетболом и в 20 лет не только играл, но и тренировал мужскую и женскую сборные Краснодарского края. Играл в составе юношеской сборной РСФСР и СССР. Также выступал за волейбольную сборную Краснодарского края.
В 1947 году впервые встал в ворота краснодарского «Динамо» в контрольной игре против московского «Динамо», так как основной вратарь краснодарцев мог участвовать в игре. По документам Денисенко значился опершофёром (старшим водителем) Краснодарского НКВД. В 1948 году вместе с командой выиграл чемпионат РСФСР.
В начале 1953 года Денисенко перешёл в ростовское «Торпедо». После этого на него подали в суд представители «Динамо», посчитав, что Денисенко, будучи работником спецорганов самовольно покинул команду. После вмешательства директора «Ростсельмаша» Денисенко был отпущен.
После сезона 1954 года перешёл в московское «Торпедо», в котором отыграл пять сезонов. В 1960 году было принято решение о том, чтобы каждая советская республика была представлена в высшей лиге отдельной командой. В Минске была создана команда тракторного завода «Беларусь», в которую и перешёл Денисенко. В 1963 году команда была переименована в «Динамо», и Денисенко играл в её воротах до 1965 года. После окончания карьеры стал начальником команды и тренером при Иване Мозере — работал с вратарями, дослужился до звания подполковника милиции.
В 1968 награждён орденом «Знак Почёта».
В 1969 (2-й круг) вместе с Виталием Касенюком был главным тренером минского «Динамо».
Работал начальником отдела футбола и хоккея республиканского совета «Динамо» (1974—1989), тренером СДЮШОР «Динамо» Минск (1990).
В 1955 году принимал участие в нескольких товарищеских матчах сборной СССР в Москве.
После ухода на пенсию жил в Москве.
Скончался 29 марта 2009.

## Достижения
- Чемпионат СССР:
  - Серебряный призёр (1957), «Торпедо» М
  - Бронзовый призёр (1963), «Динамо» Мн
- Кубок СССР
  - Финалист (1958, 1965)